# قلعه اوشی
قلعه اوشی (به ژاپنی: 忍城 Oshi-jō) یک قلعه ژاپنی است که در گیودا، سایتاما، استان سایتاما، ژاپن واقع شده‌است. این قلعه بیشتر به علت محاصره اوشی (۱۵۹۰) شهرت دارد.